# 平福藩
平福藩（ひらふくはん）は、播磨国佐用郡（兵庫県佐用郡佐用町）に江戸時代初期に存在した外様大名の藩。藩庁は利神城。

## 藩史
慶長6年（1601年）姫路藩主池田輝政の甥・由之が2万2千石を領内平福に分与された。中世の城郭・利神城を5年を要して近代城郭へと大改修した。由之は慶長14年（1609年）に3万2千石に加増され、備前国下津井城の城番に転出した。
元和元年（1615年）に輝政の次男の忠継が死去し、三男の忠雄が岡山藩主を継ぐと、六男池田輝興は母・良正院の遺領分のうち佐用郡など2万5千石を分与されて、平福藩が立藩した。しかし、わずか5歳での藩主就任であったため、藩政は家臣団によって取り仕切られた。寛永3年（1626年）、輝興が元服し従五位下を叙任してからは、藩主を中心とした政治が行われ、民政に力が入れられた。寛永8年（1631年）、赤穂藩主だった輝政の五男の政綱が継嗣なく死去したため赤穂藩を嗣ぐこととなり、平福藩は廃藩となった。
その後、平福には旗本松平康朗が5千石で入り、明治までこの地を治めた。

## 歴代藩主
池田家
外様　25000石　（1615年 - 1631年）
1. 輝興（てるおき）